# Henrya
Henrya es un género de plantas con flores perteneciente a la familia Acanthaceae. El género tiene dos especies de hierbas. Se encuentra en Centroamérica.

## Descripción
Son hierbas a plantas sufruticosas, de hasta 1 m de alto; tallos más jóvenes cuadrangulares, pubérulos. Hojas ovadas, 3–9 cm de largo y 1.8–5.5 cm de ancho, ápice agudo a acuminado, base obtusa a aguda, márgenes enteros. Inflorescencias en espigas densas o laxas, terminales o axilares, 2–10 cm de largo, brácteas caulinares laxamente imbricadas; la corola bilabiada, angostamente infundibuliforme, de 10–15 mm de largo, amarillo pálida a crema, tubo de 1/3 del largo de la corola. Frutos claviformes.

## Taxonomía
El género fue descrito por Nees, Bentham y publicado en The Botany of the Voyage of H.M.S. Sulphur pl. 49. 1845. La especie tipo es: Henrya insularis Nees

## Especies deHenrya
- Henrya insularis Nees
- Henrya tuberculosperma T.F.Daniel